# Turija (Srbobran)
Pour les articles homonymes, voir Turija.
Turija (en serbe cyrillique : Турија) est une localité de Serbie située dans la province autonome de Voïvodine. Elle fait partie de la municipalité de Srbobran dans le district de Bačka méridionale. Lors du recensement de 2011, elle comptait 2 289 habitants.
Turija est officiellement classée parmi les villages de Serbie.

## Histoire
Le village de Turija est mentionné pour la première fois en 1426.

## Démographie

### Évolution historique de la population
| 1948  | 1953  | 1961  | 1971  | 1981  | 1991  | 2002  | 2011  |
| ----- | ----- | ----- | ----- | ----- | ----- | ----- | ----- |
| 3 781 | 3 730 | 3 582 | 3 242 | 2 935 | 2 615 | 2 562 | 2 289 |

|  |

## Culture
Turija accueille chaque année un festival international de la saucisse appelé Kobasicijada.

## Personnalité
Turija est le village natal de Petar Drapšin (1914-1945), un héros national de la Yougoslavie.